# Aster falconeri
Aster falconeri là một loài thực vật có hoa trong họ Cúc. Loài này được (C.B.Clarke) Hutch. mô tả khoa học đầu tiên năm 1910.